# Cao Xiong
Cao Xiong (chinesisch 曹熊, Pinyin Cáo Xióng, W.-G. Ts'ao Hsiung; * 195; † 220) war ein Sohn des chinesischen Warlords Cao Cao.
Seine Mutter war Cao Caos zweite Frau Bian. Er starb jung, aber die Todesursache ist in historischen Dokumenten nicht aufgezeichnet.
In der Geschichte der Drei Reiche, einem Roman von Luo Guanzhong, soll Cao Xiong von seinem älteren Bruder Cao Pi bestraft worden sein, weil er nicht zum Begräbnis ihres Vaters erschien. Er hängte sich auf.
Ihm wurde 234 postum der Titel Prinz Huai von Xiao verliehen, und sein Sohn erbte den Titel.